# دستجردة (غلبايغان)
دستجردة (بالإنجليزية: Dastjerdeh, Isfahan)‏ هي قرية تقع في قسم جلغة الريفي في إيران. يقدر عدد سكانها بـ 204 نسمة بحسب إحصاء 2016.